# بوليغوديال
بوليغوديال هو مركب عضوي ثنائي الحلقة له هيكل الديكالين والصيغة الكيميائية C15H22O2.
ينتمي البوليغوديال إلى مجموعة السيسكويتربينات والألدهيدات، ويعد من المواد الطبيعية الفعالة في عدد من النباتات البرية.

## الوفرة الطبيعية
يعد مركب بوليغوديال المادة الفعالة في كل من Tasmannia stipitata (فلفل دوريغو Dorrigo) و Tasmannia lanceolata (فلفل الجبل) و Pseudowintera (هوروبيتو horopito) و دريمس مجلان (كانيلو canelo) و عشبة النتاق (باراكريس paracress) بالإضافة إلى فلفل الماء.

## الخواص
للمركب مذاق حار ولاذع، وله العديد من الخواص الطبية والحيوية؛ فهو يبدي فعالية كمادة مضادة للميكروبات وللفطريات، ومسكن للألم، وللالتهاب والحساسية.
كما يبدي المركب خواصاً منفرة للحشرات، وتأثير مرخي للأرانب وخنازير غينيا.

## اقرأ أيضاً
- لابذان
- جيوسمين
- نوتكاتون